# 3916 Maeva
3916 Maeva (1981 QA3) là một tiểu hành tinh nằm phía ngoài của vành đai chính được phát hiện ngày 24 tháng 8 năm 1981 bởi H. Debehogne ở La Silla.